# Pretoke
Pretoke (cyr. Претоке) – wieś w Serbii, w okręgu szumadijskim, w gminie Knić. W 2011 roku liczyła 440 mieszkańców.